# Oost-Slowaakse Galerij
De Oost-Slowaakse Galerij (Slowaaks: Východoslovenská galéria) (afgekort : VSG) is een culturele instelling die het verzamelen van kunst in Oost-Slowakije tot doel heeft.
Ze werd in 1951 opgericht als de eerste "Regionale galerij" in Slowakije en is gevestigd in Košice.
Haar belangrijkste bestaansreden is de noodzaak om het kunstleven in de Oost-Slowaakse regio te tonen en te documenteren. Benevens tentoonstellingen richt de galerij zich ook op onderzoeksactiviteiten, het in kaart brengen van de Oost-Slowaakse kunstscene, en speurwerk naar het modernisme in Košice: een artistiek fenomeen dat opgang maakte in de jaren 1920. In haar gebouwen heeft de galerij een breed aanbod van hedendaagse, oude, binnenlandse maar ook internationale kunst.

## Gebouwen
De zetel van de galerij is sedert 1992 in het zogenoemde "Comitaatshuis" in Košice (Hlavná-straat 27) gevestigd . Dit gebouw werd in 1779 in de barok-classicistische stijl opgetrokken naar de plannen van de Weense bouwmeester Ján Langer.
In de jaren 1888 - 1889 werd de voorste vleugel verbouwd; de vleugels op de binnenplaats toegevoegd en de achtervleugel herbouwd.
In het midden van de gevel hangt -in het centrum van het fronton- een bas-reliëf dat het blazoen van het comitaat "Abaúj-Torna" (Hongarije) uit 1558 voorstelt. Op de gelijkvloerse verdieping van het voorste deel van het gebouw bevindt zich een vergaderzaal : de zogenaamde "historische zaal". Het "Regeringsprogramma van Košice" werd hier op 5 april 1945 afgekondigd, toen de regering van het « Nationaal Front van Tsjechen en Slowaken » in deze vergaderruimte haar eerste vergadering hield.
Een ander VSG-gebouw bevindt zich in het stadscentrum, vlak bij de Sint-Elisabethkathedraal, in de Alžbetiná-straat 22. Dit was oorspronkelijk een barok gebouw uit het begin van de 18e eeuw. Het werd aangepast in de geest van de pseudohistorische stijl aan het einde van de 19e eeuw. De ontwerper van deze aanpassingen was de academische schilder Július Bencúr.

## Geschiedenis
Bij decreet van de « Commissie voor Onderwijs, Wetenschap en Kunst » in Bratislava, werd de galerij op 7 december 1951 opgericht onder de benaming: « Regionale galerij ».
Ze begon haar eigen onafhankelijke voorstellingen in februari 1952 in de gebouwen van het Oost-Slowaaks Museum, met haar eerste tentoonstelling: "Oost-Slowaakse schilders van de 19e eeuw". Na de oprichting van de Oost-Slowaakse regio kreeg de instelling in 1961 haar actuele naam : « Oost-Slowaakse Galerij ». Tot 1992 was haar zetel in het Csáky-Dezőfi-paleis. Toen verhuisde ze naar het huidige pand van het comitaatshuis. In hetzelfde jaar werd de naam nogmaals veranderd, ditmaal in « Július Jakoby Galerij » ter ere van de belangrijke Košice-kunstenaar : Július Jakoby. Sedert 1996 wordt ze weer de "Oost-Slowaakse Galerij" genoemd.
Op 12 januari 1985 brak een grootschalige brand uit, in het depot van de galerij aan de Poštová-straat. Deze ging gepaard met een lek in de gasleiding op de straat. De brand vernielde onomkeerbaar 1.030 kunstwerken van onschatbare waarde.
In 2013 werd aan Košice de titel "Culturele hoofdstad van Europa" toegekend. Als onderdeel van deze aangelegenheid werd een deel van de galerij gerenoveerd en werd tegelijkertijd een nieuwe ondergrondse tentoonstellingsruimte gecreëerd, die sedertdien voornamelijk wordt gebruikt om nieuwe kunstwerken voor te stellen.
De galerij bezit anno 2020 meer dan 7.000 kunstwerken uit de 19e, 20e eeuw, en 21e eeuw. Ze organiseert ongeveer 40 tentoonstellingen per jaar, hetzij in de eigen gebouwen, hetzij in andere Slowaakse of buitenlandse galerijen.

## Illustraties

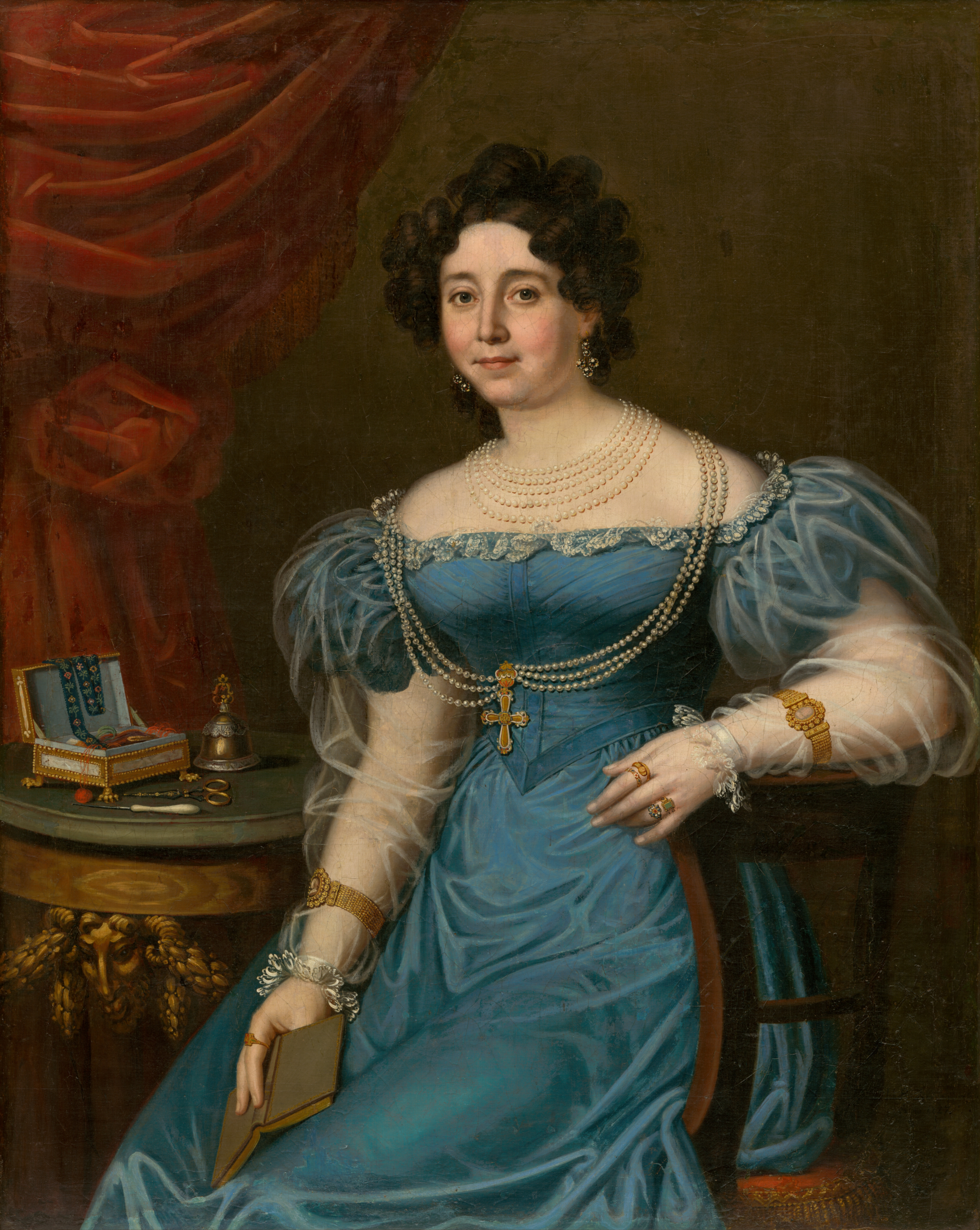
Ján Rombauer - Portret van een dame in een blauwe jurk.
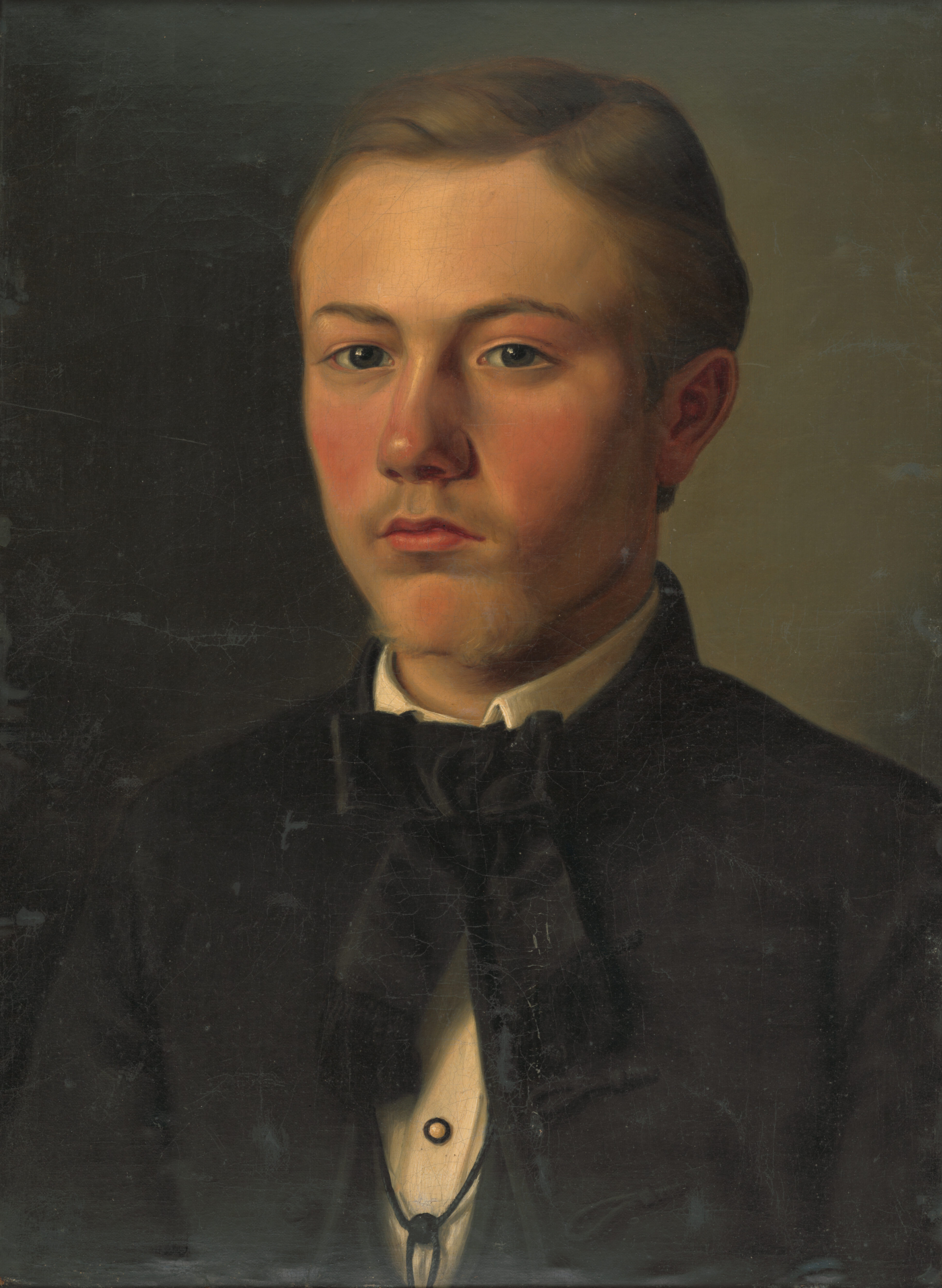
Gyula Benczúr - Portret van Gejzu Bencúr.
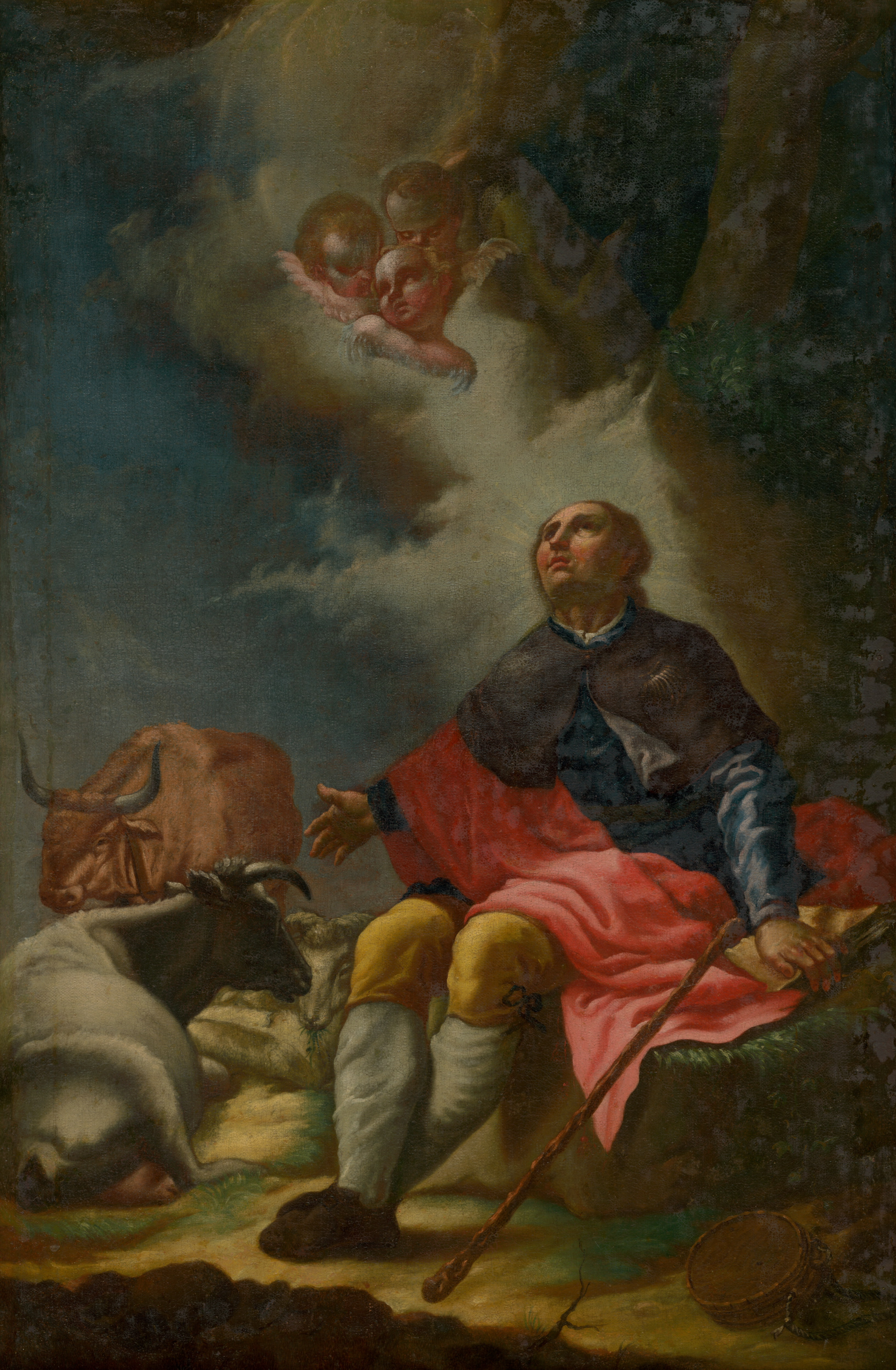
Johann Lucas Kracker - De heilige Vendelín.
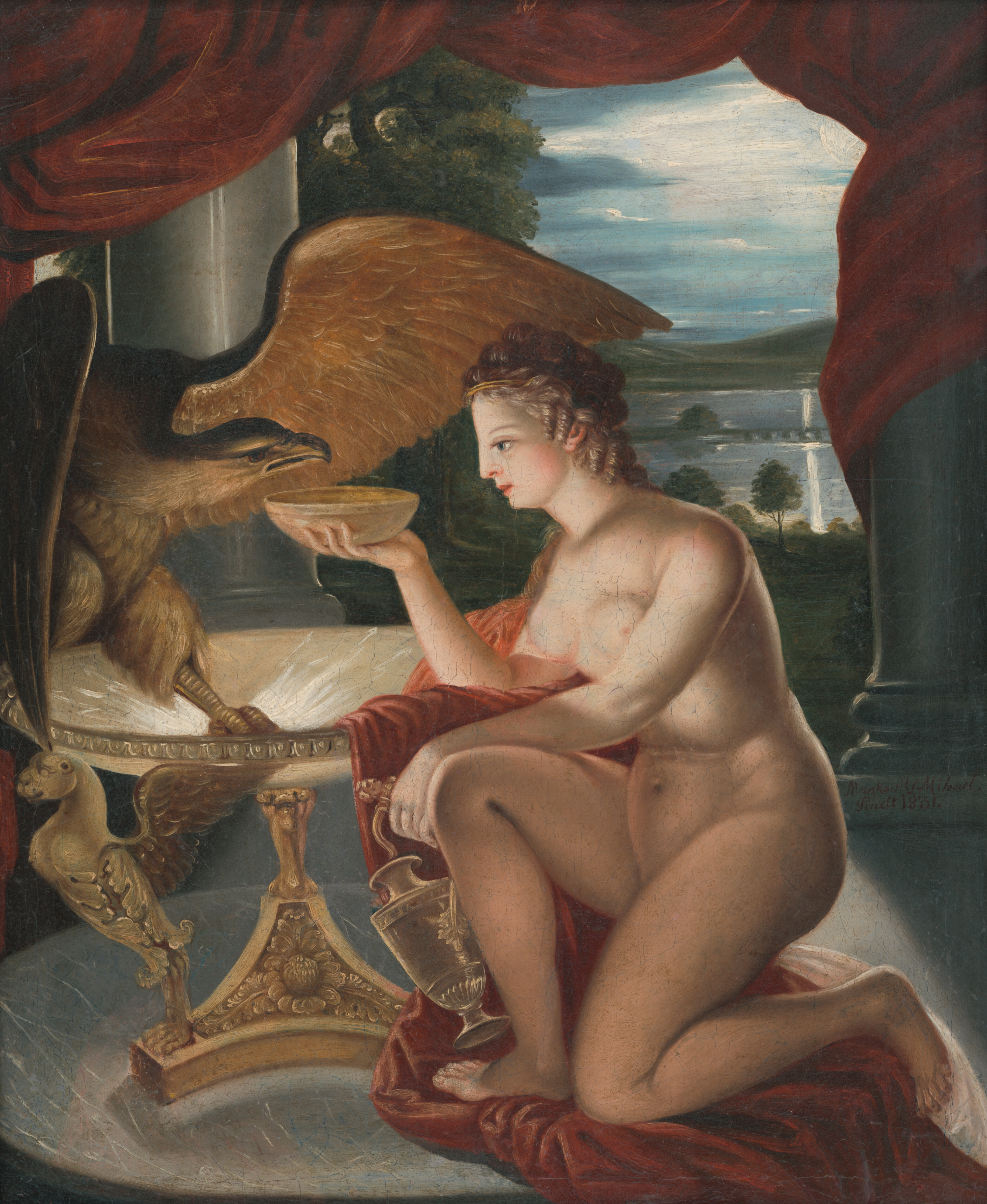
Michal Mankovic - Heba.